# Docht

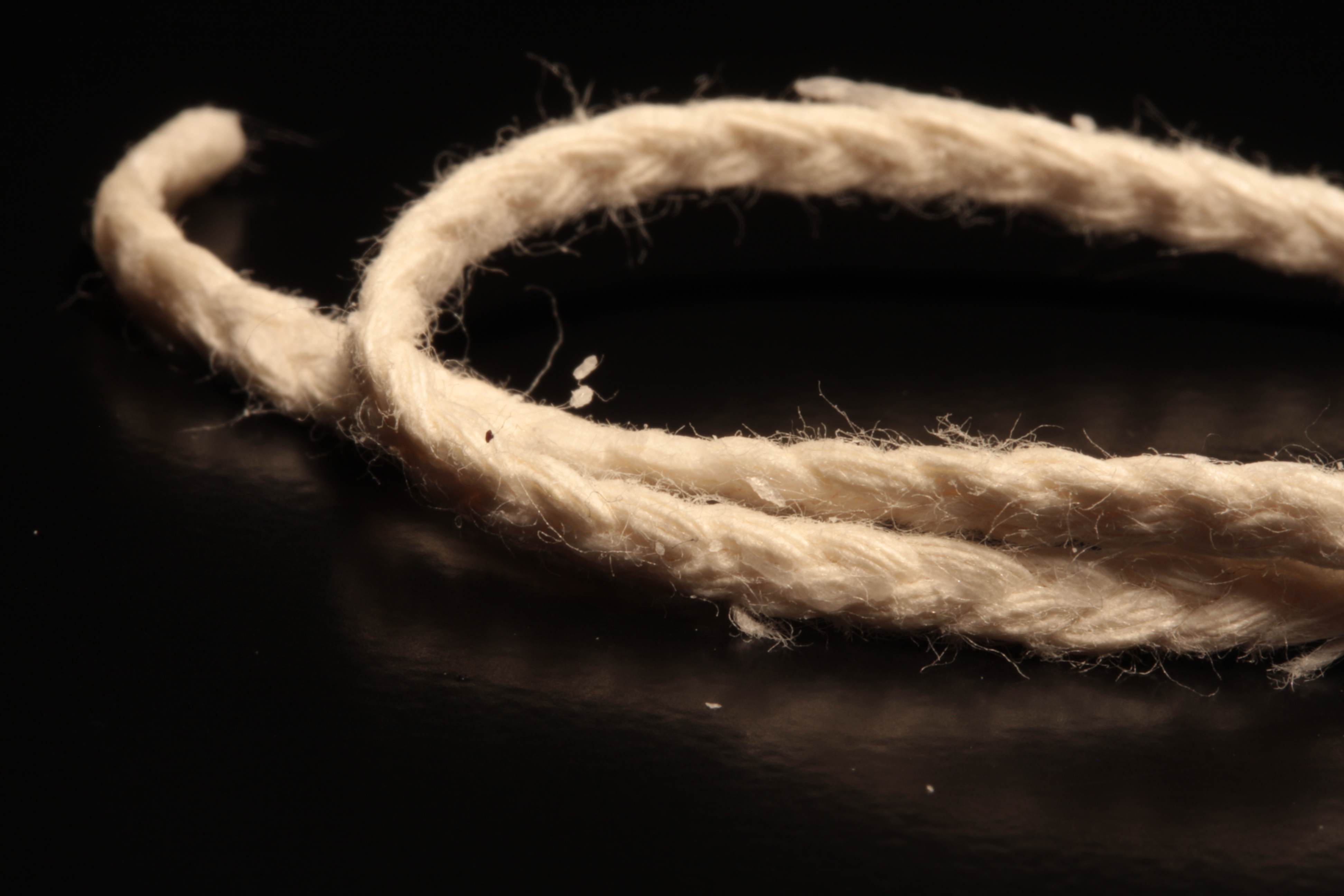
Der Docht einer Kerze ist üblicherweise ein geflochtener Faden

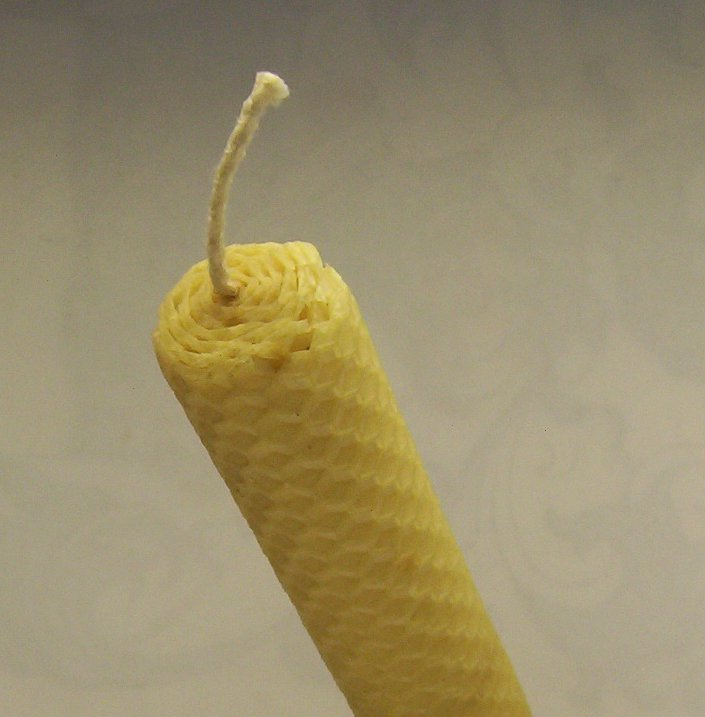
Eine Kerze aus Bienenwachs mit deutlich sichtbarem Docht

Der Docht, auch Lichtgarn, ist ein fadenförmiges Geflecht, das in Kerzen und Lampen flüssigen Brennstoff der Verbrennungszone zuführt. Am Docht wird die Kerze oder Lampe entzündet und auch zum Erlöschen gebracht.

## Aufbau und Wirkung
Der Docht besteht aus vielen miteinander verflochtenen Fasern, die feine Kanäle darstellen und durch Kapillarkräfte flüssigen Brennstoff (z. B. Öl, Petroleum, Brennspiritus, Wachs) entgegen der Schwerkraft der Flamme zuführen. Daher wird die Kapillarwirkung manchmal auch als Dochteffekt bezeichnet. Der Docht verbessert die Vergasung der Flüssigkeit. Dies erhöht lokal den Dampfdruck und verringert den Flammpunkt der Flüssigkeit, sodass ein zündbares Gemisch entsteht.
Es gibt Runddochte und Flachdochte, die meist aus etwa 20 bis 50 Baumwollfäden geflochten sind (z. B. Metzgergarn). Aber auch andere saugfähige Materialien wie Holzspäne werden genutzt. Reines Öl lässt sich nicht mit einem Streichholz entzünden, während ein ölgetränkter Baumwoll-Lappen leicht Feuer fängt.

## Materialien
In der Regel bestehen Dochte aus Baumwolle oder einem Glasfasergeflecht, wobei sich letztere dadurch auszeichnen, dass sie selber nicht verbrennen. In der Eiszeit wurden Dochte für mit Tierfett gefüllte Lampen aus Tierdarm hergestellt. In der Antike und im Mittelalter wurden auch andere Materialien verwendet, so z. B. Dochte aus Asbest.
Um das Verbrennen des Dochts zu verhindern, wird oft eine Imprägnierung aus Ammoniumsalzen oder Borax verwendet.
Borsäure und Phosphate stabilisieren das Dochtende.
Als Dochtersatz kann in der Wildnis das Stern-Parenchym aus dem Stengel der Binse geschnitten werden.

### „Lichtputzen“
Dochte von Talglichtern, die bis Anfang des 19. Jahrhunderts die Mehrzahl der Kerzen darstellten, müssen beim Herunterbrennen regelmäßig gekürzt („geschneuzt“) werden, weil mit steigender Dochtlänge auch die Flamme immer größer wird, was zu starker Rußbildung und überschnellem Aufschmelzen des Brennmaterials führt. Eine Dochtschere fängt die herausgekröpfte Schnuppe bei diesem „Lichtputzen“ auf.
Heutige Dochte werden asymmetrisch geflochten, damit sie sich in der Flamme zur Seite krümmen. In den äußersten Flammenbereich dringt von außen Sauerstoff, sodass die Schnuppe verbrennt und nicht mehr abgeschnitten werden muss.